# Cesara
Cesara település Olaszországban. Lakosainak száma 568 fő (2023. január 1.). Cesara Arola, Civiasco, Madonna del Sasso, Nonio, Pella és Varallo Sesia községekkel határos.

## Népesség
A település népességének változása:
| Lakosok száma | 596  | 599  | 568  |
|               | 2017 | 2018 | 2023 |